# 紫马河
紫马河，又称团坡河，位于中国贵州省黔西南州晴隆县南部，是麻沙河右岸支流，发源于晴隆县紫马乡石头田，东北流至团坡汇入麻沙河，河长27.7千米，流域面积266平方千米。